# Missillac

Ubicació de Missillac dins del departament de Loira-Atlàntic

Missillac (en bretó  Merzhelieg) és un municipi francès, situat a la regió de país del Loira, al departament de Loira Atlàntic, que històricament ha format part de la Bretanya. L'any 2006 tenia 4.474 habitants. Limita amb Sévérac, Saint-Gildas-des-Bois, Pontchâteau, Sainte-Reine-de-Bretagne, La Chapelle-des-Marais i Herbignac a Loira Atlàntic, Nivillac, Saint-Dolay i Théhillac a Morbihan.

## Demografia
| 1962                                       | 1968  | 1975  | 1982  | 1990  | 1999  |
| ------------------------------------------ | ----- | ----- | ----- | ----- | ----- |
| 3.585                                      | 3.652 | 3.687 | 3.883 | 3.915 | 3.813 |
| Des de 1962: població sense dobles comptes |       |       |       |       |       |

## Administració
| Període | Identitat        | Partit        |
| ------- | ---------------- | ------------- |
| 2001-   | Bernard Lelièvre | Divers droite |